# Hylophorbus rufescens
Hylophorbus rufescens là một loài ếch trong họ Nhái bầu.
Nó được tìm thấy ở Tây Papua ở Indonesia và Papua New Guinea.
Các môi trường sống tự nhiên của chúng là các khu rừng ẩm ướt đất thấp nhiệt đới hoặc cận nhiệt đới và các khu rừng vùng núi ẩm nhiệt đới hoặc cận nhiệt đới.
Dạng của đảo Fergusson có thể khác biệt so với loài H. rufescens, bị nhiễm giun tròn Moaciria moraveci.